# Zaid Abbas
Zaid Abbas (in arabo زيد عباس‎?; Nablus, 21 novembre 1983) è un cestista giordano.

## Carriera
Con la Giordania ha disputato due edizioni dei Campionati mondiali (2010, 2019).